# Malacothrix stebbinsii
Malacothrix stebbinsii là một loài thực vật có hoa trong họ Cúc. Loài này được W.S.Davis & P.H.Raven mô tả khoa học đầu tiên năm 1962.